# ホルガー・ブロム
ホルガー・エドヴァルド・マリア・ブロム（Holger Edvard Maria Blom 1906年8月 -1996年3月 ストックホルム）はスウェーデンの建築家、ランドスケープアーキテクト。1938年から1971年まで、身分はストックホルム市の造園技師。
ホルガー・ブロムは都市造園師として都市を社会的な水準へと処方生成。1938年から1971年にストックホルムでストックホルムの公園を同僚エリック・グレンムと共に、ストックホルムのスタイルと呼ばれていたものへと変え、国際的高評価を受ける全盛期を経験。
ストックホルム市の造園師として、ストックホルムの公園を開発したばかりでなく、街に多くの建築を設計。そのうちの一つがスツレプラン鉄道スクエア部の大広間の北側にある通称「真菌」で、多大な評価を受けている。
エデゥワルド・ブロムの祖父のいとこでもある。

## 人生

### 教育
1924年にストックホルム王立工科大学で植物学を学び、卒業後の1928年から1929年までは、ストックホルム大学と、1928年から1932年まではアカデミーオブファインアーツ、とりわけ、ラーシュ・イスラエル・ヴァルマンに師事。1928年から30年にはアムステルダムとパリのクルーガー＆トールで修行。

### キャリア
1920年代、パリでも働き、ル・コルビュジエの弟と一緒に住んでいた。1930年にスウェーデンのストックホルムの展覧会に関与した際、著名な建築家たちが展開する機能主義のアイデアを取り入れた。
この展覧会は一般に、スウェーデン機能主義の画期的なものと考えられている。
1932年、ストックホルム市の都市計画局に雇用され、1933年にはストリートオフィスに着任。ブロムは、Tage William-Olssonと通り沿いであるSlussenの拡張で、1930年から交通委員会にも参加していた。その後ブロムはアーキテクトとして委託され、1933年から1935年にはスチューレプランでブルーな小屋のレインカバー（ロックラウンドアバウト）「スポンジ」、1938年にはLovstaで市の廃棄物焼却プラントを担当。
1938年、ブロムはストックホルム道路局の公園部署に移る。まもなく彼はこの部門の長となり、1971年に引退するまで従事した。そのため、決定的にストックホルムの公園景観に関与し形作ることとなった。
1941年、都市部以外の大規模な屋外エリアにもリンクされた都市内屋外空間ネットワークを提案。
ホルムの1946年のストックホルム公園計画は、ストックホルム地方の公園の機能主義的な考え方をまとめたもので、後に「ストックホルムスタイル」（ストックホルムスタイル）と呼ばれるスタイルである。これらの原則は1952年に市の開発計画に組み込まれ、1970年代の終わりまで実践された。
ストックホルムでの彼の最も記憶に残る建物の一つである「キノコ」（Svampenと呼ばれる）、1937年にエステルマルム、スチューレプラン地区の中央広場にブロムの計画後にが建設された。シンプルだが大胆なコンクリート構造で、直径約16メートル、高さ2.3メートルの中央のピラーに丸い屋根が突き出ている。「マッシュルーム」は、雨の避難所、新聞スタンド、会議場として意図され、公共交通が導入されるまでそのように活用された。その後「マッシュルーム」は交通状況の関係により途中で棄された。1988年には荒廃したために最終的に破壊されたが、ストックホルム市民の強い抗議後に再建を決定、1989年10月19日に再設置された。
ブロムはストックホルムの様々なプロジェクトに従事・交通ジャンクションであるスルッセン（とともにテージ・ウィリアム・オルソンと1935年から）、テグネルルンデン公園とノースランドのプロムナード、1942年から郊外ハッセルビーのストランドリデンビーチのプロムナードなどにも関与しなければならなかった。

## 主な実績

### シティガーデンマスターとして
1938年、ストリート評議会にオスバルド・アルムクビストの後任としてStockholm City Garden Masterを拝命。1971年までこの職を務めた。彼は同僚のエリック・グレンムと共に多くの仕事に従事。従業員にも、インゲマル・グラムといった造園師がおり、ストックホルムのストリートオフィス公園エリアにおいて1950年代初めから1973年に引退するまで勤めている。
ストックホルム・スタイル
都市マスターガーデナーを1936年から1938年まで勤めていた彼の前任者の建築家オスバルド・アルムクビストに触発され、1946年からブロムは古典的な公園感から都市に設けられていた公園を、機能主義的見地からまとめたプログラムを提示。後に「ストックホルム・スタイル」と呼ばれる。
このスタイルの原則は1952年に一般計画に組み込まれ、1970年代後半まで続けられた。
都市ガーデナーそして公園や都市建設のイデオローグ学者としてのホルガー・ブロム時代は、ストックホルムの公園にとって素晴らしい時期になったとみられる。
1943年以降、バス停用に木製のレインカバーを設計し、1940年代と1950年代を通じてDjurgardenをはじめほとんどのバス停に追加された。1990年代の終わりには、新たな避難所が同一図面に基づいて建設された。これらは、Djurgarden、すなわちBlockhusudden、Djurgardsbrunn、Edelstamsvej、Manillavagen、Thielska Galleryといった5つのバス停で現在まで（2008年時点）利用が可能。

### スポンジ
Stockholmersのスポンジは 1937年からブロムのStureplanにおいて最も有名な作品。3.3メートルの高さの中央柱に長い引っ張り屋根を備えたシンプルだが大胆で非常にスリムなコンクリート構造。1937年11月20日に竣工したときだけではなく、菌にみえる点も含め誰もが熱狂的視点で感じ取り、景観協議会と建築家ラグナル・エストベリは、この「コンクリートの塊が」この場所に収まりがいいとはいえないが、菌が予想に反し構造を下支えしているとみえていた。

### "Rotundan"
ロタンダ鉄道広場の北側、1938年9月20日に完成した建物は、機能主義的な設計で独特、そしておおよそにはグンナール・アスプルンドの展覧会の建物、または1930年のストックホルム展覧会や1932年ベルリンのKranzlersにtakpaviljongのカフェからの、そのエレガンスな光景を思い起こさせていた。
丸い形のため、建物は「ロタンダム」と呼ばれていた。それは円形の場所から北側にある銀行広場に向かって長方形の連なりを持つ2階建の建物であった。全体は植物というより、柱の上に "浮かんだ"感じである。1階には待合室、チケットデスク、スタッフルームがあり、階段状の部分はレストランであった。特徴的なのは、階段を上っていって、テラスのレストランの座席上に伸びた丸い赤白色の天幕。レストランはバス停と同時に出来、米国からの新スタイル、すなわちセルフサービスを採用。顧客はバーで食べ物を手に入れ、テラスで食べることができた。市民の抗議にもかかわらず、建物は2006年2月に取り壊され、跡地には行儀よさそうなABFamiljebostader7面に55のアパートメントが建った。

### 青いボディ
通称青い湾は、スルッセンの商業通りに1935年に開設。そこはスルッセンカルスの真ん中にあるドームの下に集まっていた。とりわけ、花屋、フルーツショップ、手工芸品、カフェ、劇場のチケットオフィスがあった。Ahlen＆Holmにはデパートの支店もあった。ドームの直径は13.5メートルであり、矢印の高さは約1.0メートルであり、円形の鉄製の杭によって支持されている。ドームの天井は当初約3000の円形ガラスコンクリートブロックを介して日中に光を放出させた。このような条件下だったことで昼間にもドームへ多くの光を享受させた。格納ドアや窓は陽極酸化アルミニウムで作られていたが、この材料はこのときスウェーデンで初めて使用された。ネオンサインとネオンピルスが道を導き、厳格で機能主義的な建築のすべてがブロムによって構成されていた。まるでSlussen全体を覆うようであったその青い檻は、" Nya Slussen "の場所を提供するため取り壊される。

### その他の実績
- Slussbyggnadskommitteeの一員として、Tage William-Olssonと共に1935年に発足した交通委員会委員
- トンネルの駅 "Ringvagen"（現在のスカンストゥール）と "SodraBantorget"（現在の市民広場）、1930年代
- ロトゥンダン（Rotundan）、北バントージェット（Riven 2006）、1938年
- テグネルリンゲン、エリック・グレンムと、1942年
- 北マーラーストランドストランド・プロムナード：1941年-1943年
- 1942年イニシエーターへのパークシアター
- エリック・グレンムと1958年にオープンしたBagarmossenの古い地下鉄駅（今はリベニュー）
- ハッセルビー・ストランド・シーフロント "Strandliden"、1958年
- スカンセン：1968年の象のためのエレファントハウス（イングマル・グラムと一緒に）
- Trygg-Hansaの庭、1972年-1976年

## アクティブローマカトリック
ブロムはローマカトリック世界でも活躍し、幾つかの教皇賞を受賞し、人生のほとんどをコンコルディアカトリック教会で過ごし、唯一の名誉会長にも就任。父親と息子の二人は同じ組織の名誉会員。
彼はウプサラに最初になるローマカトリック教会建物の設計を担当した後、王立公園内のS：ユージニア教会をセントジョンストリート22ブロックへ、改たなカトリック教会セントローレンスを、新しく建てる事を提案した。しかしながら彼ほどの人物であったにもかかわらず、不採用となる。おそらく彼自身のそのモダニズム的な思考や事項が、教会評議会の席では非常に残忍な事にみられたのかもしれない。